# Mae West (escultura)
Mae West es una escultura situada en la ciudad de Múnich, concretamente en Bogenhausen, diseñada por Rita McBride. Bautizada con el nombre de la actriz homónima, la obra consiste en un hiperboloide de 52 metros de altura de una sola lámina construida con polímero reforzado con fibra de carbono.

## Historia
En 2002, debido a la planificación del Effnertunnel, la plaza fue seleccionada como lugar para desarrollar un proyecto artístico y se pidió a ocho artistas que desarrollaran ideas para el área. Al final, la idea de Rita McBride triunfó frente a los borradores de, entre otros, Thomas Schütte y Dennis Oppenheim.
Debido a su tamaño de 52 m (antes 60 m) y al coste previsto de 1,5 millones de euros, la escultura fue muy controvertida. El alcalde de Múnich, Christian Ude, fue el crítico más destacado, comparando la escultura con una huevera. Después de debates, el ayuntamiento de Múnich votó por 40 a 35 a favor de construir la escultura, y el partido cogobernante Alianza 90/Los Verdes se unió a los partidos de la oposición para votar a favor de la escultura.
Finalmente, la escultura se construyó entre octubre de 2010 y enero de 2011. Desde diciembre de 2011, por aquí circula el tranvía de Múnich.

## Galería

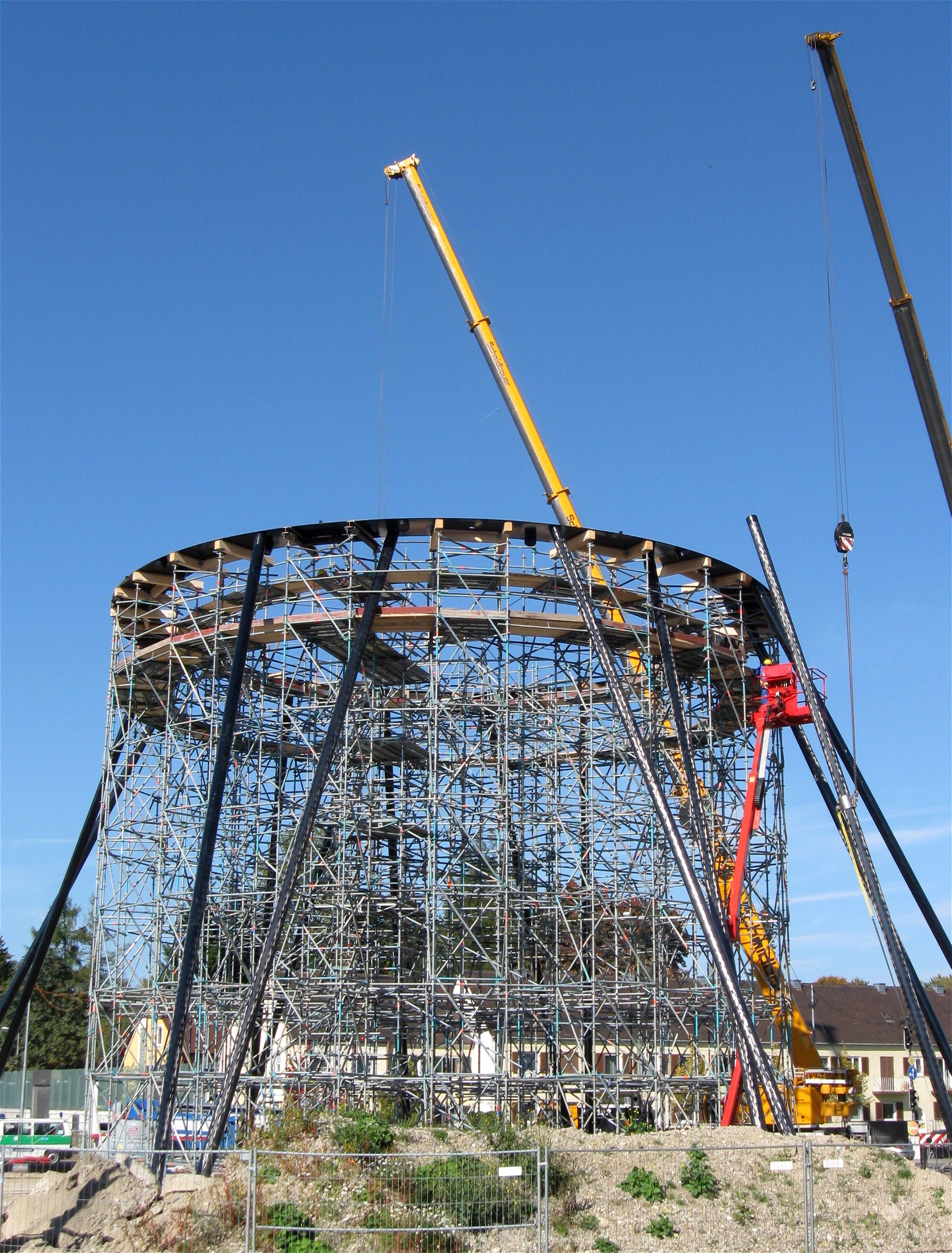
Construcción de la parte baja de la estructura.
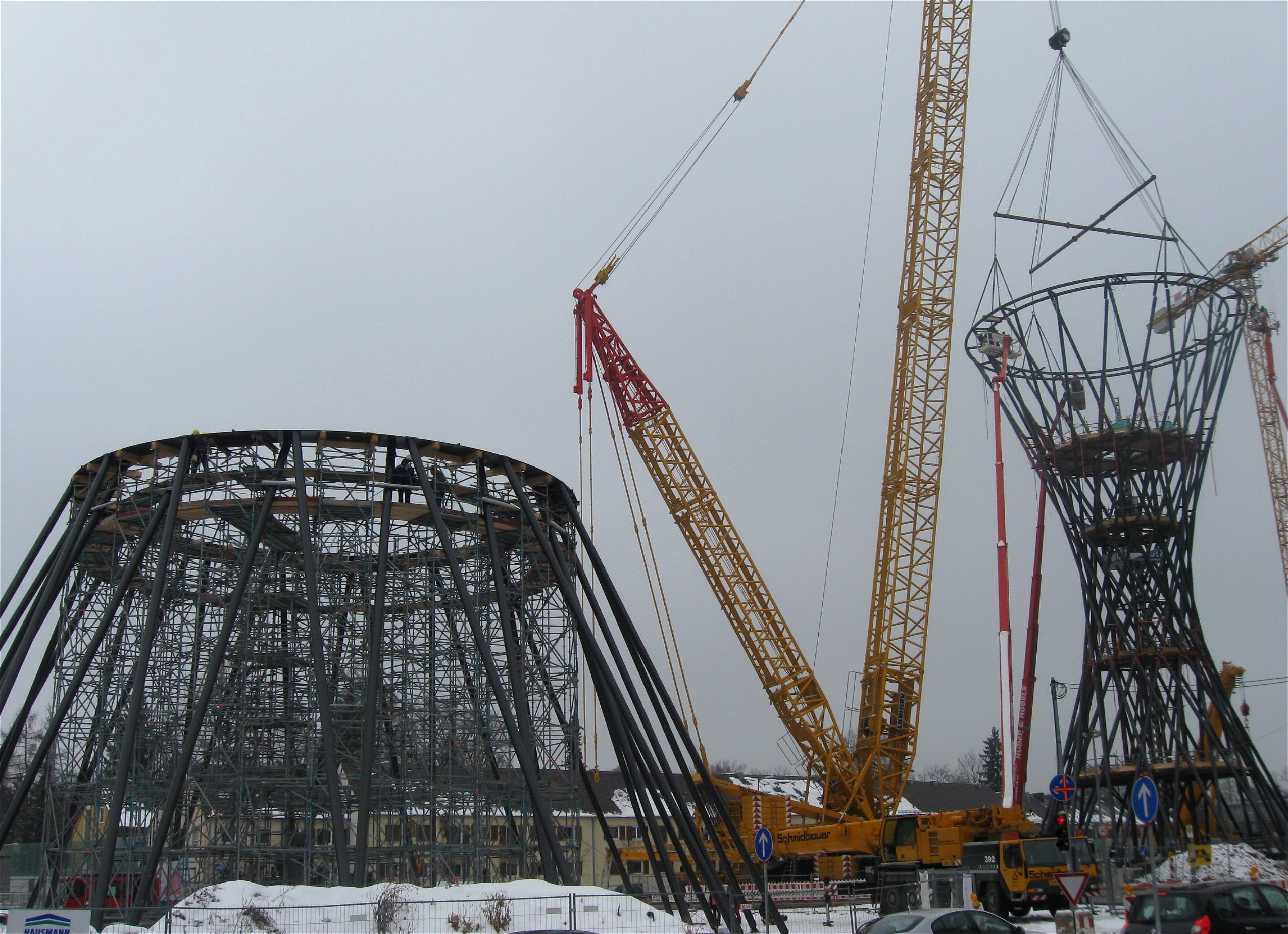
Grúa levantando la parte superior de la obra.
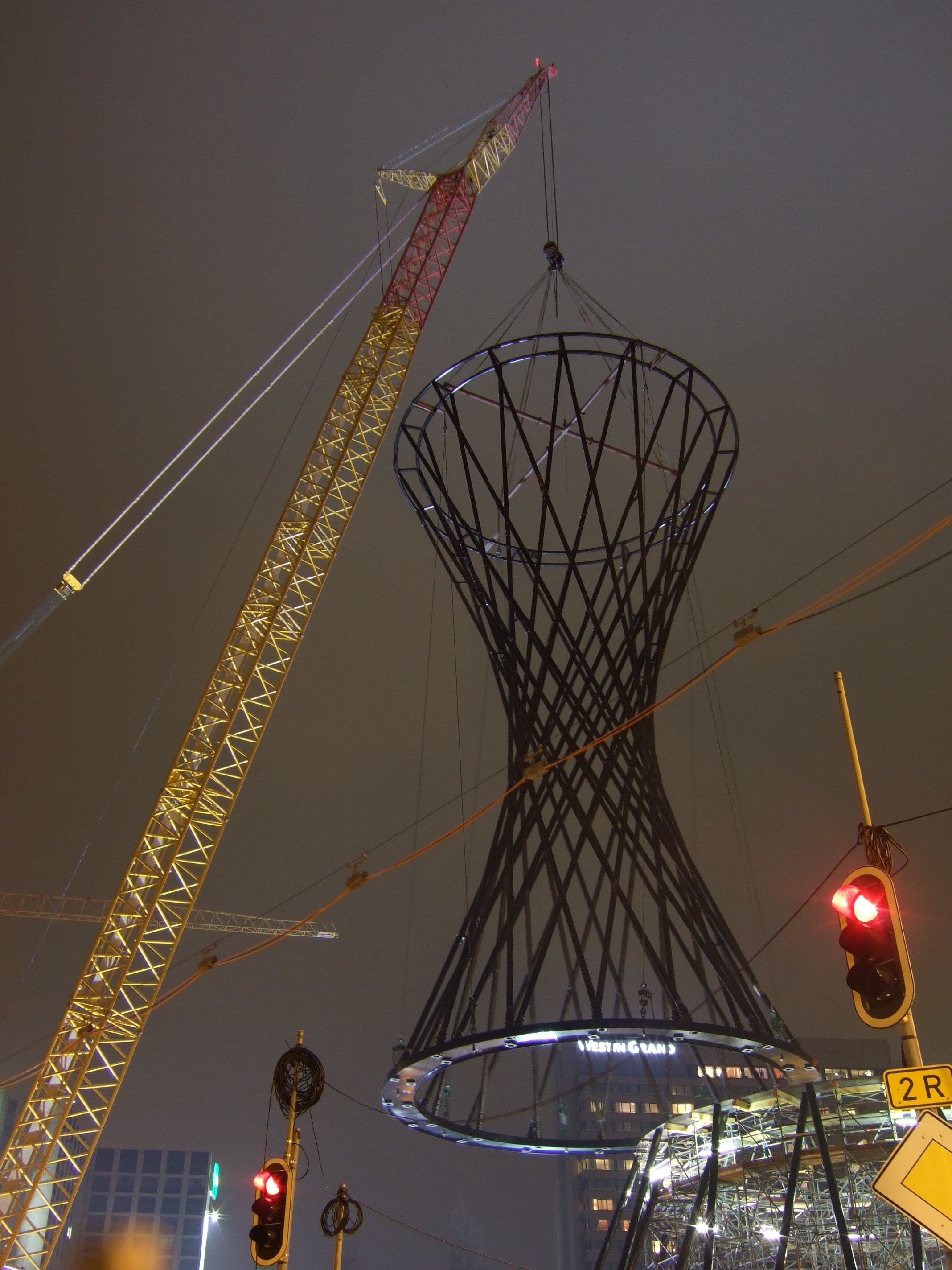
La parte superior en el aire.
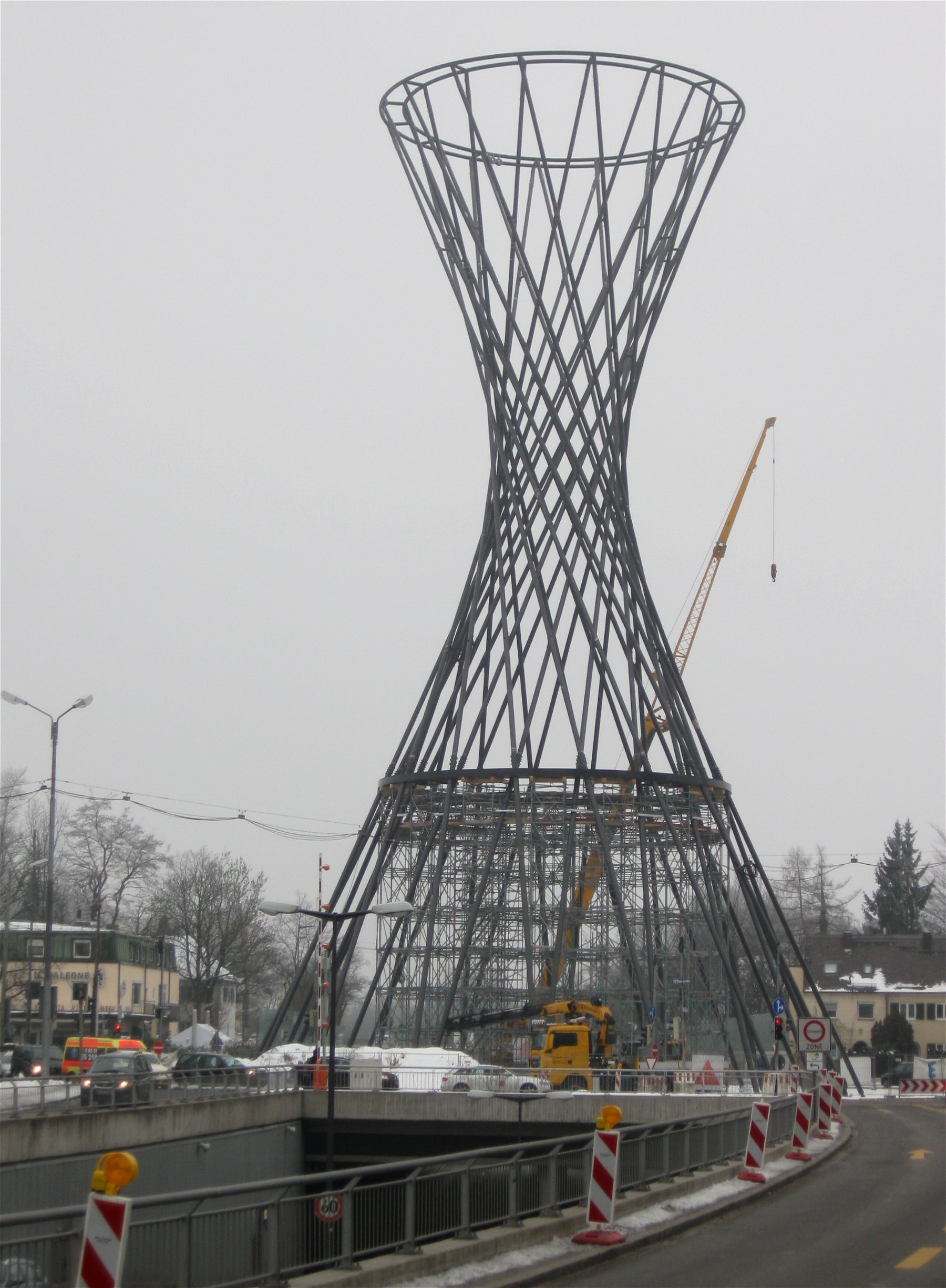
La obra completada.
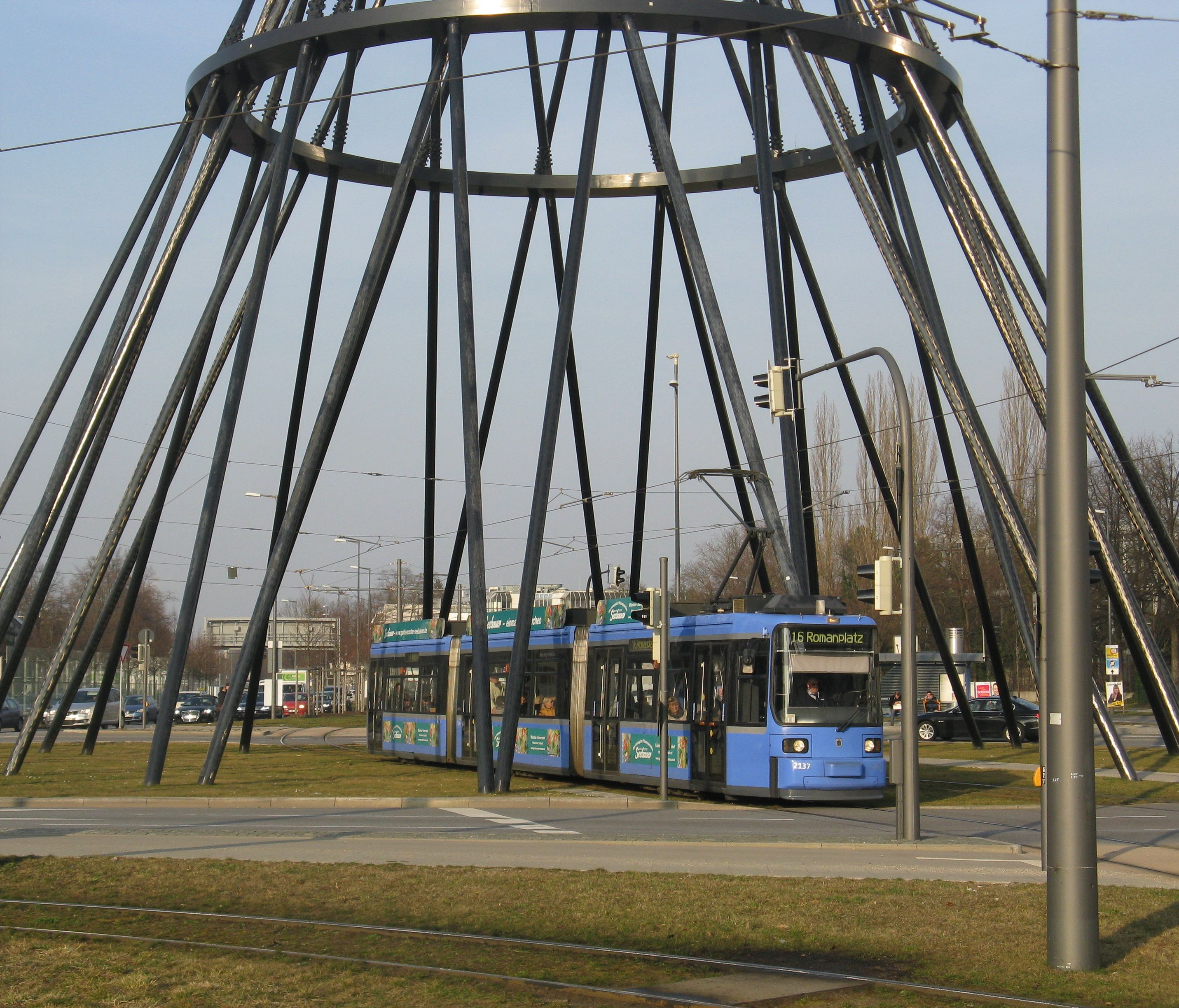
Tranvía pasando bajo la escultura.